# N-乙酰胞壁酸
N-乙酰胞壁酸（英語：N-Acetylmuramic acid，简称为MurNAc或NAM）是N-乙酰葡糖胺与乳酸形成的醚类，化学式C11H19NO8。它与N-乙酰葡糖胺共同为细菌细胞壁的组成单糖。